# Gemeindeberg (Wien)
Der Gemeindeberg ist ein 321 m hoher Berg im 13. Wiener Gemeindebezirk Hietzing.

## Geographie und Geologie
Der Berg befindet sich im Bezirksteil Ober St. Veit und in der Nähe des Lainzer Tiergartens. Seine Kuppe ist unverbaut und bewaldet. An seinem Süd- und Osthang erstreckt sich der Ober St. Veiter Friedhof. Nach dem Berg ist seit 1961 der Zählbezirk Gemeindeberg-Jagdschlossgasse der amtlichen Statistik benannt, der 2011 rund 4200 Einwohner aufwies.
Am Gemeindeberg gibt es Reste einer pannonisch geprägten Vegetation mit Halbtrockenrasen, Zerreichen, Dirndlsträuchern und Warzen-Spindelsträuchern.
Geologisch ist am Gemeindeberg die Basis der Flyschzone (gehört tektonisch zum Nord-Penninikum) anzutreffen, die hier „St. Veiter Klippenzone“ genannt wird. Es handelt sich um Sedimente des Mesozoikums (oberste Trias bis untere Kreide). Da die auflagernden Flyschgesteine die Klippenzone bei ihrem Vorschieben nach Norden stark zerrieben haben, ist die ursprüngliche Schichtfolge (Stratigraphie) nur schwer rekonstruierbar. Verschiedene Indizien (Vergleich mit anderswo auftretenden Gesteinen, Fossilien) legen folgende Abfolge (von alt nach jung) nahe:
- oberste Trias (Rhät):
  - Grobkörniger rötlicher Quarz-Sandstein (Keuper) (z. B. Roter Berg, westlich des Gemeindeberggipfels beim Klippenweg sowie zwischen Hanschweg und Faniteum)
  - Kössen-Formation (bunte fossilführende Kalksteine, entlang der Gemeindeberggasse)

- unterer Jura (Lias): sandige graue Kalksteine (Gresten Formation - Gipfel und Nordosthang des Gemeindebergs)

- mittlerer Jura (Dogger): Mergel, Kalkstein

- oberer Jura (Malm): rote und grüne scharfkantig brechende Kieselkalke und Radiolarit (Rotenberg-Formation, v. a. entlang des Hanschwegs), weiße Kalke (älterer Aptychenkalk)

- untere Kreide: weiße Kalke (jüngerer Aptychenkalk)

Mit den Gesteinen des Rhät treten am Roten Berg und am Gemeindeberg die ältesten Gesteine der gesamten Flyschzone auf.

## Geschichte
Am Gemeindeberg befand sich in der Jungsteinzeit eine Siedlung, die Ende des 19. Jahrhunderts entdeckt wurde. Hier wurde – wie auf der weiter südlich gelegenen Antonshöhe – der oben erwähnte Radiolarit abgebaut, wie 2018 nachgewiesen wurde.
Von 1746 bis 1782 befand sich eine Einsiedelei am Berg. Nach deren Auflösung und mehrmaligen Besitzerwechseln wurde hier ab 1830 das Ausflugslokal Zur Einsiedelei betrieben, bis 1919 Franziskanerinnen das Areal übernahmen (St. Josefsheim). Die historischen Gebäude wurden 2017 abgerissen, um ein modernes Pflegeheim zu errichten.
Bereits 1878 wurde der Ober St. Veiter Friedhof eröffnet.
Der letzte Weingarten am Gemeindeberg wurde 1925 aufgegeben. An der Gemeindeberggasse 10–24 wurde von 1956 bis 1958 nach Plänen von Rudolf Scherer und Josef Wenzel eine städtische Wohnhausanlage erbaut.